# Trichogonia vittata
Trichogonia vittata är en insektsart som beskrevs av Young 1977. Trichogonia vittata ingår i släktet Trichogonia och familjen dvärgstritar. Inga underarter finns listade i Catalogue of Life.